# Listă de scriitori africani după țară
Aceasta este o listă de scriitori africani.

## Africa de Sud

### A – E
- Peter Abrahams
- Tatamkula Afrika (1920-2002)
- Shabbir Banoobhai, (1949-)
- Mark Behr
- Breyten Breytenbach (1939-)
- André Brink
- John M. Coetzee (1940-), Nagroda Nobla 2003
- Jeremy Cronin
- Patrick Cullinan
- Achmat Dangor
- Ingrid de Kok (1951-)
- Sandile Dikeni
- Modikwe Dikobe
- C.J. Driver
- K. Sello Duiker
- Ahmed Essop

### F – J
- Ruth First (1925-1982)
- Lynne Freed
- Athol Fugard
- Shiela Fugard
- Nadine Gordimer (1923-), Nagroda Nobla 1991
- Jeremy Gordin
- Stephan Gray
- Mafika Gwala
- Bessie Head (1937-1986)
- Bruce Hewett
- Christopher Hope
- Emma Huismans
- Noni Jabuvi (1919?/1921?- )
- Rayda Jacobs
- Fhazel Johennesse
- Archibald Campbell Jordan
- Elsa Joubert (1922-2020)

### K – O
- Farida Karodia (1942-)
- Antije Krog
- Ellen Kuzwayo (1914-)
- David Lambkin
- Anne Landsman
- Colleen Lindsay
- Douglas Livingstone (1932-1996)
- Sindiwe Magona (1943-)
- Chris Mann
- Eugene Marais
- Andrew Martens
- Don Mattera
- James McClure
- Zakes Mda
- John van Melle (1887-1953)
- Gcina Mhlophe (1959-)
- Benjamin Moloise
- Casey Motsisi
- Phaswane Mpe
- Ezekiel Mphahlele
- Oswald Mtshali
- Vusamazulu Credo Mutwa
- Jabula Ndebele
- Mike Nicol
- Marlene van Niekerk
- Arthur Nortje (1942-1970)
- Sibusiso Nyembezi

### P – T
- Essop Patel
- Alan Paton (1903-1988)
- Sol Plaatje (1877-1932)
- Menan du Plessis (1952-)
- Sheila Roberts (1937-)
- Riana Scheepers
- Alan Scholefield
- Olive Schreiner (1855-1920)
- Tembela Sekele
- Sipho Sepamla
- Mongane Wally Serote (1944-)
- Gillian Slovo
- Adam Small
- Wilbur Smith (1932-)
- Kelwyn Sole
- Wilma Stockenstrom (1933-)
- Can Themba (1924-1969)
- Miriam Tlali (1933-)

### U – Z
- Van Onselen
- Benedict Vilakazi
- Lettie Viljoen (1948-)
- Graham Walker
- Stephen Watson (1955-)
- Zoe Wicomb
- Christopher van Wyk
- Rose Zwi

## Algeria
- Mohammed Dib
- Assia Djebar
- Tahar Djaout
- Frantz Fanon (1925-1961)
- Mouloud Feraoun
- Mouloud Mammeri
- Rachid Mimouni
- Ahlam Mostaghanemi
- Kateb Yacine

## Angola
- Mario Pinto de Andrade
- Dia Kassembe
- Alda Lara (1930-1962)
- Pepetela
- Paula Tavares (1952-)
- Amplia Veiga (1931-)
- José Luandino Vieira
- Ndalu de Olmeida (Ondjaki)

## Benin
- Christine Adjahi Gnimagnon
- Berte-Evelyne Agbo
- Colette Senami Agossou Houeto (1939-)
- Adelaide Fassinou (1955-)
- Gisele Léonie Hountondji (1954-)
- Paulin J. Hountondji
- Béatrice Lalilon Gbado
- Lauryn
- Hortense Mayaba
- Paul Hazoumé (1890-1980)
- Maximilien Quénum (1905-1988)
- Jean Pliya (1931-)
- Paulin-Kokou Joachim (1931-)
- Jérôme Carlos
- Agbossahessou (1911-1983)

## Botswana
- Alexander McCall Smith
- Bessie Head
- Barolong Seboni

## Burkina Faso
- Angle Bassolé-Ouédraogo
- Sarah Bouyain (1968-)
- Simporé Simone Compaore
- Zarra Guiro (1957-)
- Monique Ilboudo
- Sophie Heidi Kam (1968-)
- Sandra Pierrette Kanzie
- Marie-Simone Séri
- Gaël Koné (1976-)
- Honorine Mare (1972-)
- Suzy Henique Nikiéma (1983-)
- Adiza Sanoussi
- Nazi Boni (1912-)
- Yamba Tiendrebeogo (1907-1982)
- Titinga Frédéric Pacéré (1943-)
- Jaques Prosper Bazié (1955-)
- Bernadette Dao (1952-)
- Jean-Pirre D. Guingané (1947-)
- Augustin Sondé (1933-)
- Pierre-Claver Ilboudo (1948-)
- Ansomwin Ignace Hien (1952-)
- Patrick G. Ilboudo (1951-)

## Burundi
- Esther Kamatari (1951-)
- Colette Samoya Kiruya (1952-)

## Camerun
- Therese Assiga Ahanda
- Philomene Bassek (1957-)
- Virgine Belibi
- Monique Bessomo (1954-)
- Mongo Béti
- Calixthe Beyala (1961-)
- Angeline Solange Bonono
- Marie Claire Dati Sabze
- Lydie Dooh Bunya (1933-)
- Marie Félicité Ebokea
- Stella Engama (1955-)
- Nathalie Etoké (1977-)
- Eliabeth Ewombe-Moundo
- Mercedes Fouda
- Corinne Happy (1958-)
- Marie-Angele Kingué
- Thérese Kuoh Moukoury (1938-)
- Amie-Claire Matip (1938-)
- Marie Charlotte Mbarga Kouma (1941-)
- Régine Mfoumou-Arthur (1972-)
- Evelyne Mpudi Ngnole (1953-)
- Justine Nankam
- Alix Ndefu (1974-)
- Jeanne Mgo Mai (1933-)
- Genevieve Ngosso Kouo
- Marie Julie Nguetse
- Mzamane Nhlapo
- Josette Eveyne Njock
- Rabiatou Njoya (1945-)
- Ferdinand Oyono
- Grace Emmanuelle Peh
- Yonko Nana Tabitha
- Julienne Zanga (1973-)
- Delphine Zanga Tsogo (1935-)
- Werewere-Liking Gnepo (1950-)

## Republica Capului Verde
- Germano Almeida
- Cabral Amilcar Guinea Bissau
- Leopoldina Barreto
- Alile Wahnon Ferro (1940-)
- Yolanda Morazzo (1928-)
- Dina Salústio (1941-)
- Ana Julia Monteiro Sança (1949-)
- Rosa de Saron

## Republica Centrafricană
- Anurée Blouin (1921-)

## Ciad
- Antoine Bangui
- Ahmat Zeidane Bichara
- Khayar Oumar Defallah
- Nimrod Bena Djangrang
- Ali Abdramane Haggar
- Marie-Christine Koundja
- Koulsy Lamko
- Baba Moustapha
- Joseph Brahim Seid
- Ahmad Taboye

## Coasta de Fildeș
- Josette D. Abondio
- Anne-Marie Adiaffi (1951-1995)
- Marie-Danielle Aka
- Marie Giselle Aka (1971-)
- Assamala Amoi (1960-)
- Michele Assamoua (1941-)
- Annick Assemian (1952-)
- Angle Bassolé-Ouédraogo
- Khadi Sy Bizet
- Fatou Bolli
- Tanella Boni (1954-)
- Isabelle Boni-Claverie
- Marie Anne Caro
- Jeanne de Cavally (1926-)
- Fanny Fatou Cissé (1971-)
- Micheline Coulibaly (1950-2003)
- Bernard Binlin Dadié
- Henriette Diabate
- Muriel Diallo (1967-)
- Marion Diby Zinnanti (1960-)
- Gina Dick
- Oklomin Kacou
- Simone Kaya (1937-)
- Fatou Kéita
- Alimatou Koné
- Boundou Koné
- Akissi Kouadio
- Adjoua Flore Kouame (1964-)
- Ahmadou Kourouma
- Genevieve Koutou Guhl
- Lauryn
- Manissa
- Mary Lee Martin-Koné
- Mariama Méité (1967-)
- Isabelle Montplaisir
- Rosalie Nana (1962-)
- Goley Niantié Lou
- Pascale Quao-Gaudens (1963-)
- Cristiane Remino-Granel
- Marinette Secco (1921-)
- Marie-Simone Séri
- Haidara Fatoumata Sirantou
- Véronique Tadjo (1955-)
- Werewere-Liking Gnepo (1950-)
- Caroline Angele Yao
- Regina Yaou (1955-)
- Annie Yapobi
- Aké Loba (1927-)
- Jean Dodo (1919-)
- Zegoua Gbessi Nokan (1936-)
- Jean-Marie Adiaffi (1941-)
- Amadou Koné (1953-)
- Isaie Biton Koulibaly (1949-)
- Bernard Zadi Zaourou (1936-)
- Dieudonné Niangoran (1948-)
- Joseph N'cho Anouma (1949-)
- Noël X. Ebony (1953-)

## Republica Congo
- Jeannette Balou Tchichelle (1947-)
- Noëlle Bizi Bazouma (1959-)
- Silvie Bokoko (1960-)
- Adele Caby-Livannah (1957-)
- Cucile-Ivelyse Diamoneka (1940-)
- Diur N'Thumb
- Emmanuel Dongala
- Aleth Felix Tchicaya (1955-)
- Mambou Aimée Gnali
- Floe Hazoume (1959-)
- Francine Laurans (1962-)
- Binéka Daniele Lissouba, geboren in Frankreich
- Jusitne M'Poyo Kassa-Vubu (1951-)
- Betty (Elisabeth) Mweya Tol'Ande (1947-)
- Ghislaine Sathoud (1969-)
- Tchicaya U Tam'si
- Marie-Leontine Tsibinda
- Brigitte Yengo

## Republica Democrată Congo(fostul Zair)
- Léone Abo, (1945-)
- Amba Bongo
- Lila-Baleka Bosek?Ilolo
- Maguy Kabamba (1960-)
- Christine Kalonji
- Sony Labou Tansi
- V.Y. Mudimbe
- Kavidi Wivine N'Landu
- Clémentine Nzuji (1944-)
- Kabika Tshilolo

## Djibouti
- Mouna-Hodan Ahmed (1972-)

## Egipt
- Abd Al-Rahman Abnudi
- A'isza Abd ar-Rahman
- Abd as-Sabur Salah (1931-1981)
- Abu Szadi Ahmad Zaki
- Tatamkula Afrika, (1920-2002)
- Gamal Al-Ghitani
- Hayam Abbas Al-Homi
- Nawâl El Saadâwi (1931-)
- Nadżib Mahfuz, (1911-1994), Nagroda Nobla 1988
- Alifa Rifaat
- Jehan Sadat (1933-)
- Ahdaf Soueif

## Eritreea
- Reesom Haile

## Etiopia
- Haddis Alemayehu
- Michael Daniel Ambatchew (1967-)
- Dinaw Mengestu
- Nega Mezlekia
- Sahle Sellassie (1936-)
- Hama Tuma (1949-)
- Gabre-Medhin Tsegaye (1936-)
- Mammo Wudneh

## Gabon
- Nadele Noele Ango Obiang
- Peggy Lucie Auleley
- Bessora (1968-)
- Rene Maran (1887-1960)
- Chantal Magalie Mbazoo-Kassa
- Justine Mintsa (1967-)
- Nadege Noëlle Ango Obiang
- Angele Ntyugwetondo Rawiri

## Gambia
- Phillis Wheatley (1754?-1784)

## Ghana
- Ama Ata Aidoo (1940-)
- Anthony Appiah
- Ayi Kwei Armah
- Meshack Asare (1945-)
- Kofi Awoonor (1935-2013)
- Akosua Busia
- G.E. Casely-Hayford
- Quobna Ottobah Cugoano, (1757?-1801?)
- Amma Darko
- Efua Dorkenoo
- Kwame Nkrumah (1909-1972)
- Efua Theodora Sutherland (1924-)

## Guineea
- Sirah Balde de Labe
- Nadine Bari (1940-)
- Aissatou Barry (1959-)
- Kesso Barry (1948-)
- Mariama Barry
- Camara Laye (ur. 1928-1980)
- Josiane Cointet
- Koumanthio Zeinab Diallo (1956-)
- Mariana Kesso Diallo
- Tierno Monénembo (1947-)
- Williams Sassine (1944-)
- Marie Bernadette Tiendrébéogo (1958-)
- Keita Fodéba (1921-1969)
- Djibril Tamsir Niane (1932-)
- Lamine Kamara (1940-)
- Alioum Fantouré (1938-)
- Boubacar Diallo (1952-)
- Sikhé Camara
- Saidou Bokoum (1945-)

## Guineea Bissau
- Amílcar Cabral (1924-1973)
- Nadine Nyangoma
- Vasco Cabral (1926-)
- Helder Proença (1956-)
- Antonio Soares Lopes alias Toni Tcheca (1951-)
- Angelo Regalla (1952-)
- José Carlos Schwartz (1949-1977)
- Domingas Samy (1905-)
- Maria Odete da Costa Semedo

## Guineea Ecuatorială
- María Nsué Angüe (1945-)

## Kenya
- Rocha Chimera
- Micere Mugo (1942-)
- James Ngugi (Ngũgĩ wa Thiong'o, ur. 1938)
- Rebeka Njau (1930-)
- Asenath Bole Odaga
- Grace Ogot (1930-)
- Moyez C. Vassanje
- Ngũgĩ wa Mĩriĩ (1951-)

## Lesotho
- Moroesi Akhionbare (1945-)
- Thomas Mofolo (1876-1948)
- Mzamane Nhlapo
- Mpho ?Masepo Nthunya

## Madagascar
- Jean-Joseph Rabearivelo (1901-1937)
- Charlotte Arrissoa Rafenomanjato
- Michele Rakotoson

## Mali
- Amadou Hampâté Bâ (1901-1991)
- Adame Ba Konaré
- Seydou Badian Kouyaté (ur. 1928)
- Aida Mady Diallo
- Oumou Diarra (1967-)
- Aicha Fofana (1957-2003)
- Aissatou Guido (1941-)
- Aoua Kéita (1912-1980)
- Fatouma Keita (1977-)
- Modibo Sounkalo Keita
- Yambo Ouologuem (1940-)
- M'Bamekan Soucko Bathily (1954-)
- Fanta-Taga Tembely (1946-)
- Bernadette Sanou Dao (1952-)
- Fily Dabo Sissoko (1897-1964)
- Hamadoun Ibrahima Issébéré (1948-)
- Ibrahima Ly (1936-1989)
- Massa Makan Diabaté (1938-1988)
- Mandé-Alpha Diarra (1954-)
- Moussa Konaté (1951-)
- Nagognimé Urbain Dembélé (1939-)
- Alkaly Kaba (1939-)
- Gaoussou Diawara (1940-)

## Maroc
- Tahar Ben Jelloun (1944-)
- Driss Chraїbi (1926-)
- Mohamed Choukri
- Edmond Amran El Maleh (1917-)
- Abdelkébir Khatibi
- Mohammed Khair-Eddine
- Abdellatif Laabi
- Ahmed Sefrioui
- Mohammed Zefzaf

## Mauritius
- Lilian Berthelot
- Marcel Cabon (1912-1972)
- Raymond Chasle
- Malcolm de Chazal (1902-1981)
- Carl de Souza (1949-)
- Ananda Devi
- Jean Fanchette
- Colleen Lindsay
- Edouard Maunick
- Tanure Ojaide (1948-)
- Dev Virasawmy

## Mozambic
- Suleiman Cassamo (1962)
- Paulina Chiziane (1955)
- Mia Couto
- José Craveirinha
- Luis Bernado Honwana
- Ungulani Ba Ka Khosa
- Lina Magaia
- Lília Momplé (ur. 1935)
- Amélia Muge (ur. 1952)
- Glória de Santana (ur. 1925)
- Noémia de Sousa (ur. 1926)

## Niger
- Andrée Clair (1916-1982)
- Hélene Kaziende
- Oum Ramatou (1970-)
- Boubou Hama (1906-1982)
- Idé Oumarou (1937-)
- Abdoulaye Mamani (1932-1993)
- Amadou Idé (1951-)
- André Salifou
- Amadou Ousmane (1965)
- Hawad (1950)

## Nigeria
- Chinua Achebe (1930-)
- Remi Adedeji (1937-)
- Tolu Ajayi
- T.M. Aluko (1918-)
- Ifi Amadiume
- Francoise Balogun
- Cyprian Ekwensi (ur. 1921)
- Buchi Emecheta
- Olaudah Equiano (1745?-1797)
- Daniel O. Fagunwa
- Dan Fulani
- Samuel Johnson
- Amina Mama
- Martina Awele Nwakoby (1937-)
- Flora Nwapa (1931-1993)
- Molara Ogundipe
- Christopher Okigbo
- Ben Okri
- Osonye Tess Onwueme (1955-)
- Helen Ovbiagele (1944-)
- Zulu Sofolo (1935?/1938?- )
- Wole Soyinka (1934-), Premiul Nobel în 1986
- Amos Tutuola
- Françoise Ugochukwu
- Adaoa Lily Ulasi (1932-)
- Ugonna Wachuku (1971-)

## Rwanda
- Maggy Correa
- Jeannine Herrmann-Grisius
- Thérese Muamini
- Yolande Mukagasana
- Révérien Rurangwa (1978-)
- Benjamin Sehene (1959-)
- Marie-Aimable Umurerwa
- Marie Béatrice Umutesi (1959-)

## Senegal

### A – G
- Maimouna Abdoulaye (1949-)
- Christine Adjahi Gnimagnon
- Berte-Evelyne Agbo
- Emilie Anifranie Ehah
- Clotilde Armstrong (1929-)
- Mariama Bâ (1929-1981)
- Mariama Barry
- Sokhna Benga
- Jacqueline Fatima Bocoum
- Francy Brethenoux-Seguin
- Aissatou Cisse
- Aissatou Cissokho
- Aissatou Diagne Deme
- Nafissatou Dia Diouf (1973-)
- Lamine Diakhaté (1928-1987)
- Aissatou Diam
- Mame Younousse Dieng
- Aminata Sophie Dieye (1973-)
- Fatou Diome
- Mame Younousse Dieng
- Aminata Sophie Dieye (1973-)
- Fatou Diome (1968-)
- Birago Diop (1906-1989)
- Boubacar Boris Diop
- Cheikh Anta Diop
- David Diop (1927-1960)
- Coumba Diouf
- Aisha Diouri (1974-)
- Khadi Fall (1948-)
- Kimé Dirama Fall
- Marouba Fall (1950)
- Absa Gassama

### H – O
- Khadidjatou (Khady) Hane
- Sylvie Kande
- Cheikh Hamidou Kane (1928)
- Ken Bugul (1947-)
- Aminata Maiga Ka (1940-)
- Ayavi Lake (1980-)
- Amadou Lamine Sall (1951)
- Tita Mandeleau (1937-)
- Annette Mbaye D'Erneville (1926-)
- Ndiaye Ibrahima
- Ndeye Comba Mbengue Diakhaté
- Diana Mordasini
- Aminata Ndiaye (1974-)
- Catherine N'Diaye (1952-)
- Marie Ndiaye (1967-)
- Fatou Sow Ndiaye
- Ndeye Doury Ndiaye (1936-)
- Mariama Ndoye
- Anne Marie Niane (1950-)
- Djibril Tamsir Niane
- Nafissatou Niang Diallo (1941-1982)
- Mame Bassine Niang (1951-)
- Fatou Niang Siga (1932-)

### P – Z
- Valérie Pascaud-Junot
- Anne Piette (1943-)
- Abdoulaye Sadji (1910-1961)
- Mama Seck Mbacke
- Fama Diagne Sene (1969-)
- Léopold Sédar Senghor (1906-2001)
- Ousmane Sembène (1923)
- Alioune Sidi Ahmed alias Cheikh Aliou Ndao (1933)
- ousmane Socé Diop (1911-1973)
- Aminata Sow Fall (1941-)
- Amina Sow Mbaye (1937-)
- Charles Sow alias Cheikh C. Sow (1946)
- Khady Sylla (1963-)
- Abibatou Traoré (1973-)
- Marie Rose Turpin (1957-)
- Myriam Warner Vieyra (1939-)
- Sada Weindé Ndiaye (1939)

## Sierra Leone
- Syl Cheney-Cocker

## Somalia
- Nuruddin Farah
- Waris Dirie

## Sudan
- Tayeb Salih

## Tanzania
- Mark Behr
- Euphrase Kezilahali (1944-)
- Robert Bin Shaaban

## Togo
- Senouvo Agbota Zinsou (1946)
- Kangui Alemdjrodo (1966)
- Hilla-Laobé Amela (1947)
- Gad Ami (1958-)
- Félix Couchoro (1900-1968)
- Emilie Anifranie Ehah
- Pyabelo Chaold Kouly (1943-)
- Christine Akoua Ekue
- Ayité Gautier D'Ameida (1939)
- Cossy Guenou (1948)
- Joshua Kossi Éfoui (1962)
- David Kouessan (1917-)
- Tétévi Médétognon-Bénissan (1939)
- Sam Obianim (1921-1982)
- Akoua Tchotcho Ekué (1954-)

## Tunisia
- Baszir Churajjif

## Uganda
- Moses Isegawa
- Catherine Samali Kavuma
- China Keitetsi
- Mahmood Mamdani
- Okot P'Bitek

## Sao Tome și Principe
- Sara Pinto Coelho (1913-1990)
- Lima Conceiçao (1962-)
- M. Manuela Margarido (1925-)
- Alda do Espirito Santo (1926-)
- Mario Domingues (1899-)
- Alda Esprito Santo
- José Francisco Tenreiro (1921-1963)

## Zimbabwe
- Tsitsi Dangarembga
- Chenjerai Hove
- Doris Lessing (1919)
- Dambudzo Marechera
- Nozipa Maraire (1966)
- Charles Mungoshi
- Alexander McCall Smith (ur. 1948)
- Yvonne Vera (1964)